# Adoncholaimus fuscus
Adoncholaimus fuscus är en rundmaskart som först beskrevs av Bastian 1865.  Adoncholaimus fuscus ingår i släktet Adoncholaimus och familjen Oncholaimidae. Arten är reproducerande i Sverige. Inga underarter finns listade i Catalogue of Life.